# 카르피 전투
카르피 전투는 1701년 여름에 연속된 책략의 일환으로 일어난 스페인 왕위 계승 전쟁 중 첫 번째 전투로 오스트리아와 프랑스 사이에서 1701년 7월 9일 일어났다.

## 서막
이탈리아에서 황제는 먼저 행동을 취해, 이탈리아반도에서 스페인의 지배를 무너뜨리고자 하는 외젠 공작 휘하의 오스트리아 부대를 초여름에 티롤(Tyrol)에서 편성했다. 반면에 카티나(Catinat) 원수 휘하의 적군(프랑스, 스페인, 피에몬테군)은 아디제(Adige)와 치에세(Chiese)사이에서 함께 느릿하게 다가가고 있었다. 그러나 보급문제가 외젠의 발목을 잡았고, 프랑스는 베로나(Verona)의 위쪽에 있는 리볼리(Rivoli)에서 유리한 위치를 차지했다. 여기서 카티낭은 이 지방의 동쪽에 있는 베네치아가 중립에 위치해 있는 한 자신은 안전하다고 생각했다.
그러나 외젠은 일부러 화려하게 아디제 나 가르다 호수(Lake Garda), 혹은 브레시아(Brecia)로 진입하기 위한 준비를 하는 동안에 비밀리에 로베레도(Roveredo)와 비첸차(Vicenza)지역 사이의 산을 통과하기 위해 정찰을 보내고 있었다. 5월 27일에 비밀에 최대한의 주의를 기울이면서 베네치아 관료들에게 그의 군대가 행동하는 동안 아무런 저항도 하지 않을 것을 요청하고 외젠은 카를 5세의 시대 이후로 어떤 군대도 사용하지 않았던 길을 진군하기 시작했다. 그리고 28일 그의 군대는 평야에 도달했다.
그의 첫 번째 목표는 전투 없이 아디제 강을 건너는 것이다. 그리고 또 만토바 공작 샤를 4세의 개인 영지(서민들의 소유물에 인색한)를 약탈하면서 그의 입장을 바꾸려 하였다.
카티나는 완전히 놀랐는데, 왜냐하면 그는 베네치아의 중립을 완벽하게 신뢰하고 있었기 때문에 처음 외젠의 군대가 레그나고(Legnago)의 너머 아디제의 저지대를 통과하는 것을 발견했을 때 샤를 4세는 오스트리아군이 스페인의 영토인 포(Po)를 공격하려 시도하는 것이라 오판했다. 그의 첫 번째 계획은 물론 리볼리에 접근하는 것을 방어하는 것이었으나 그는 지금 적군이 포에 도달할 때까지 얇은 방어선을 구축했을 뿐이었다.

## 전투
양측사이에 다섯 주 동안의 조심스러운 책략 후에 외젠은 방어가 안 되고 있는 부분을 발견했다. 비밀에 최대한의 주의를 기울이며(그는 심지어 아군도 속였다.), 외젠은 7월 8일에서 9일 밤 아디제의 저지대를 넘어 카르피에서 만난 소수의 기병대를 완벽히 제압했다.(7월 9일)
카티나는 민치오(Mincio)의 후방에서 그의 분산된 병력에 주의를 기울였다. 반면 외젠은 북쪽으로 돌아 로베레도와 리볼리에 있는 그의 보급선을 확보했다. 베네치아가 아디제로 내려가는 그의 보급선들의 운행을 허락하지 않았던 얼마동안 외젠은 보급에 엄청난 어려움을 겪고 있었다. 그러나 적어도 그는 민치오를 건너 페시에라 델 가르다(Peschiera del Garda)로 접근하고 카티나의 좌익을 넘어 브레시아(Brescia)지역에서 새로운 보급선을 찾을 계획을 할 준비를 계속했다. 이 계획은 7월 28일 수행되었다.
카티나의 기병은 비록 외젠의 교량의 시야에 위치를 알리지 못했다. 프랑스의 원수는 그의 적이 반도에 있는 스페인 영토를 공격하려는 시도가 없다는 것을 발견하고 안도한 듯 보였고 어쨌건 카티나는 오글리오로 재빨리 퇴각했다. 그러나 카티나의 군대는 그들보다 더 적은 오스트리아 군대를 앞에 두고 퇴각하는 것에 분개했고, 8월 초순 카티나의 라이벌 테세(Tessé)는 이를 파리에 보고하였고, 그 결과 루이 14세의 총애를 받는 빌레루아(Villeroy) 원수가 대신 지휘권을 인수하기 위해 보내졌다.

## 참고 문헌
- 본 문서에는 현재 퍼블릭 도메인에 속한 브리태니커 백과사전 제11판의 내용을 기초로 작성된 내용이 포함되어 있습니다.